# مستشفى طيبة
مستشفى طيبة (بالإنجليزية: Taiba Hospital)‏ هو أحد مستشفيات الخاصة في الكويت يقع في ضاحية صباح السالم، تأسس في 2002، وسمي بهذا الاسم نسبة إلى والده د سند الفضالة.
تأسس في بادئ الأمر في 2002 تحت اسم “طيبة كلينيك”(العيادة الخاصة المتخصصة بعمليات اليوم الواحد)، ثم تحولت العيادة إلى مستشفى متكامل عام 2006، ثم أصبح أول مستشفى تخصصي في سنه 2017م يقدم مختلف أنواع خدمات الرعاية الطبية المحترفة. يرأس الدكتور سند الفضالة مجلس إدارة المستشفى.